# Distretto di Piraziz
Il distretto di Piraziz (in turco Piraziz ilçesi) è uno dei distretti della provincia di Giresun, in Turchia.